# Конец путешествия
«Конец путешествия» (англ. Journey's End) — 13-я серия 4-го сезона британского научно-фантастического телесериала «Доктор Кто», вторая часть истории, начавшейся в серии «Украденная Земля». Вышла в эфир 5 июля 2008 года.
В этой серии Кэтрин Тейт последний раз выступает в роли спутницы Доктора Донны Ноубл.

## Сюжет
Продолжаются события, происходящие в серии «Украденная Земля». Десятый Доктор, раненный далеком, начинает регенерировать. Он направляет энергию, которая должна была изменить его, в отрубленную руку («Рождественское вторжение») и остаётся прежним. Сару Джейн Смит спасают от далеков Микки Смит и Джекки Тайлер, пришедшие из параллельного мира. Гвен Купер и Йанто Джонс застревают в здании Торчвуда из-за активированного временного замка, который заморозил далека, но заблокировал выход.
Далеки переносят ТАРДИС с Доктором, Розой, Джеком и Донной на свой корабль. Сара Джейн, Микки и Джекки тоже попадают туда. Марта Джонс телепортируется в Германию, чтобы в случае необходимости активировать ключ Остерхагена — сеть из 25 ядерных боеголовок, размещённых под земной корой в разных частях света. Доктор, Роза и Джек выходят из ТАРДИС на корабле далеков, а Донна остается внутри. Далеки отправляют ТАРДИС в центр Крусибела, наполненный смертоносной энергией.
Донна прикасается к отрубленной руке, и из неё вырастает новый Доктор, но он лишь наполовину Повелитель Времени, а наполовину человек. Донна тоже становится наполовину Повелителем Времени. Новый Доктор переносит ТАРДИС из ядра Крусибел, тем самым спасая её.
Далек Каан предсказывает Доктору смерть его самого верного спутника. Даврос и далеки собираются уничтожить все вселенные с помощью бомбы реальности. На борту Крусибела приземляется ТАРДИС с Донной и новым Доктором. Даврос останавливает Доктора и стреляет в Донну. Это пробуждает её умственные способности Повелителя Времени. За несколько секунд она останавливает запуск бомбы, отменяет детонацию и обезвреживает всё оружие далеков. Новый Доктор исполняет пророчество далека Каана и взрывает всех далеков.
Доктор и спутники транспортируют планеты обратно на место. Доктор отправляет Розу с новым Доктором обратно в параллельную вселенную. Донна не может существовать как человек с мозгом Повелителя Времени, иначе она умрёт. Доктор стирает ей память и оставляет в Чизвике с семьёй.

## Дополнительная информация
- В этой серии возвращаются знакомые и спутники Доктора из предыдущих сезонов.
- Эта серия — кульминация первых четырёх сезонов Доктора Кто.
- Разговаривая с Сарой Джейн, Даврос упоминает её появление на Скаро в момент создания расы (вместе с Четвёртым Доктором).
- В серии «Планета Удов» один из Удов назвал Донну «Доктор Донна». Таковой она и стала, поглотив энергию Повелителя Времени.
- Залив «Плохого Волка» ранее показывался в серии «Судный день», когда Доктор прощался с Розой, застрявшей в параллельной Вселенной. Пляж находится в «Southerndown» в пяти милях от Кардиффа.

## Производство и показ

### Производство
- Рассел T. Дейвис начал писать «Конец Путешествия» в январе 2008.
- Сцена, в которой Доктор отдаёт Новому Доктору кусочек ТАРДИС, чтобы он мог вырастить свою собственную ТАРДИС, была вырезана из серии, потому что авторы решили, что тогда финальная сцена на пляже будет слишком длинной.
- Была ещё одна вырезанная сцена с Донной: когда Доктор улетает, на кухне Донна слышит звук ТАРДИС. В этот момент она всё понимает, но потом поворачивается и продолжает говорить по телефону. Джули Гарднер посчитала сцену неправдоподобной — ведь если бы Донна вспомнила Доктора хоть на секунду, она бы умерла. И если она не смогла узнать Доктора, то не сможет узнать и ТАРДИС.
- Второй Доктор был абсолютно идентичен оригиналу. В серии есть несколько сцен, в которых оба Доктора присутствуют в кадре. В этих сценах его роль исполняет музыкант Колум Реган.

### Показ
- Серия была показана бесплатно на Трафальгарской площади в Лондоне во время мероприятия «Гордость Лондона» в 2008[1].
- «Конец путешествия» посмотрели 10,57 миллионов зрителей, это 45,9 процентов общей аудитории. Серия была самой популярной в течение недели. Это первая серия «Доктора Кто», получившая этот статус.
- В Канаде премьера серии состоялась 12 декабря 2008 года[2].